# Giovanni Bertone
Giovanni Bertone (Mondovì, 10 agosto 1884 – Torino, 10 maggio 1972) è stato un imprenditore e carrozziere italiano, fondatore della carrozzeria Bertone.

## Biografia
Sesto di sette fratelli, Giovanni era nato in una famiglia contadina della provincia cuneese, proprietaria  a Mondovì di un fondo agricolo in contrada Bertone. Fin da giovanissimo manifestò la propria insofferenza per il lavoro nei campi e, parimenti, una forte inclinazione alla meccanica. Nel 1904 riuscì a farsi assumere come apprendista dal mastro carradore Verrua che aveva a Mondovì un'officina per la costruzione e riparazione di carri agricoli. Vi rimase per due anni, specializzandosi nella costruzione delle ruote in legno e nella difficile arte di applicare alla struttura in legno i cerchi e i mozzi in ferro, lavorato a caldo.
Nel 1907 si trasferì a Torino, dove insegnava sua sorella. La Torino di quegli anni era il maggior centro italiano per quanto riguardava la giovane industria automobilistica. Basti pensare che neppure un decennio prima era stata fondata la Fiat e stavano fiorendo anche altre Case automobilistiche, oltre ai primi carrozzieri italiani, come Marcello Alessio, che iniziavano a occuparsi di autovetture.
Dopo poco tempo, grazie alle sue competenze, Giovanni Bertone venne assunto dalla Diatto, dove rimase per cinque anni, potendo comprendere a fondo l'intero processo produttivo di un'autovettura. Sempre in quel periodo contrasse matrimonio con Carolina, energica donna della borghesia torinese che gli sarà di sostegno e aiuto per tutta la vita.
Il 1912 fu l'anno in cui si mise in proprio. Bertone prese in affitto una tettoia in via Villarbasse e iniziò a lavorare per la SPA e per la Lancia. Il suo lavoro consisteva principalmente nel realizzare l'intelaiatura verticale in legno, fissata ai longheroni dell'autotelaio, che fungevano da ossatura della carrozzeria. Nello stesso anno nacque la primogenita, Maddalena. Già nei primissimi tempi la moglie di Giovanni entrò nell'officina del marito per occuparsi del settore amministrativo. Il lavoro era duro, ma dava grandi soddisfazioni e la clientela apprezzò molto il lavoro svolto dall'officina di Bertone, tanto da invogliarlo a cercare un posto più grande dove trasferire la sua attività.
In quel periodo nacque il secondogenito, Nuccio, che qualche decennio più tardi prenderà in mano le redini dell'azienda. Tutto procedeva alla meraviglia, ma ad interrompere la crescita della neonata azienda intervenne la prima guerra mondiale. Giovanni Bertone fu costretto a ritornare alla Diatto e poté occuparsi della sua attività solo nel poco tempo libero.
Al termine del conflitto, Giovanni tornò a dedicarsi completamente alla sua officina, dimostrando competenza, abilità e serietà. In brevissimo tempo l'officina di Bertone diventò una vera e propria azienda, con importanti commesse dalle principali case automobilistiche torinesi.
Anche in quel periodo, l'azienda di Bertone vide la moglie Carolina sempre nel settore amministrativo e contabile, mentre il giovanissimo Nuccio cominciava anch'esso a frequentare l'officina del padre e a farvi esperienza.
Nel 1934, Giovanni Bertone trasferì la sua attività in Corso Peschiera 221, presso uno stabilimento di 3000 m², dove poté contare su 150 dipendenti.
La fervida attività dell'azienda di Giovanni diede una grande serenità alla famiglia. Persino il giovane Nuccio cominciò a proporre alcuni suoi lavori sulla base di alcune autovetture.
In seguito arrivò la seconda guerra mondiale e nuovi anni di buio e di difficoltà. Al termine del conflitto, Giovanni Bertone, oramai sessantunenne, lasciò la conduzione dell'attività al figlio Nuccio, il quale avrebbe onorato degnamente il nome del padre.
Giovanni Bertone morì nel 1972 all'età di 88 anni.